# Décimètre
Un décimètre  (symbole dm) vaut 10-1 = 0,1 mètre :
1 dm =  10-1 m = 0,1 m ;
1 m = 101 dm = 10 dm.

un décimètre sur une règle graduée

Le terme « décimètre » désigne également une règle dont la longueur vaut un décimètre, ou plus précisément un peu plus grande mais graduée sur un décimètre. Un « double-décimètre » est de même une règle graduée sur 2 dm. Dans les deux cas, la graduation se fait en millimètres.
Le décimètre sert aussi à définir : 
- une unité d'aire, le décimètre carré (dm2)  : un décimètre carré est l'aire d'un carré de 1 dm de côté ; il vaut un centième de mètre carré ;
  - 1 dm2 = 10-1 × 2 m2 = 10-2 m2 = 0,01 m2,
  - 1 m2 = 101 × 2 dm2 = 100 dm2 ;

- une unité de volume, le décimètre cube (dm3) : un décimètre cube est le volume occupé par un cube de 1 dm d'arête ; il vaut un millième de mètre cube, et un litre ;
  - 1 dm3 = 10-1 × 3 m3 = 10-3 m3 = 0,001 m3,
  - 1 m3 = 101 × 3 dm3 = 103 dm3 = 1 000 dm3
1 dm3 = 1 L.

Par rapport aux autres unités de longueur : 
| 1 dm = 10 cm          | ; | 1 cm = 0,1 dm ;      |
| 1 dm = 100 mm         | ; | 1 mm = 0,01 dm ;     |
| 1 dm = 3,937 pouce    | ; | 1 pouce = 0,254 dm ; |
| 1 dm = 0,328 08 pied  | ; | 1 pied = 3,048 dm ;  |
| 1 dm = 0,109 36 verge | ; | 1 verge = 9,144 dm.  |